# István Széchenyi
Il conte István Széchenyi, (AFI: [ˈseːt͡ʃeːɲi]) (Vienna, 21 settembre 1791 – Döbling, 8 aprile 1860), è stato un politico, scrittore, nobile e teorico ungherese.
Fu uno dei più grandi statisti d'Ungheria.
Gli Széchényi erano un'antica ed influente famiglia ungherese, elevata alla nobiltà agli inizi del Settecento. Tradizionalmente leali alla dinastia degli Asburgo, erano legati alle famiglie dei Liechtenstein, degli Esterházy e dei Lobkowitz.

## Biografia
Széchenyi compì i suoi primi studi privatamente a Vienna e a Nagycenk, subendo molto l'influsso del padre, Ferenc Széchényi, fervente cattolico. Non dimostrando particolare attitudine allo studio, fu avviato alla carriera militare e partecipò alle guerre napoleoniche facendosi notare particolarmente nella battaglia di Lipsia.
Nel 1825 si congedò come primo luogotenente e rivolse il suo interesse alla politica. A Vienna frequentò la vita mondana della capitale ma, ben presto disgustato, si dedicò ai viaggi, alla lettura e alla scrittura dei propri diari, di cui si occuperà per ben quarantasei anni.
Nel 1825 Széchenyi decise di rinunciare all'intero reddito prodotto dalle sue tenute (60 000 ducati all'anno) per utilizzarlo per la costituzione dell'Accademia ungherese delle scienze.
Il suo interesse per la letteratura fu tale che imparò l'italiano per poter leggere Tasso e l'inglese per leggere Shakespeare. I suoi viaggi lo portarono in tutta Europa (Scozia, Sicilia, Germania, Grecia, Francia) e in Asia Minore. Imparò anche il greco, mentre non conosceva bene il latino, allora usato correntemente come lingua ufficiale dagli uomini di cultura ungherese.
Il 4 febbraio 1836 sposò la contessa Crescence von Seilern und Aspang, vedova del conte Károly Zichy e madre di sette figli, già conosciuta fin dal 1818 e con la quale aveva iniziato una relazione dal 1824. La moglie fu per lungo tempo la sua musa e lo aiutò a diffondere i suoi programmi negli ambienti aristocratici.
Nel primo ministero ungherese del 1848 ebbe il portafoglio delle comunicazioni. Il risultato negativo della guerra d'indipendenza lo gettò in una crisi di coscienza che lo portò a un tentativo di suicidio, a seguito del quale fu ricoverato nel sanatorio di Döbling, dove resterà anche dopo la guarigione, sino al suicidio avvenuto la vigilia di Pasqua del 1860, per sfuggire al carcere dopo che la polizia austriaca aveva trovato alcuni suoi testi contro il governo repressivo austriaco.

## Il politico
Finita la sua carriera militare, Széchenyi volse i suoi interessi verso la politica, dedicando tutta la sua vita al miglioramento economico e sociale del suo paese. Entrò subito in Parlamento e sin dall'inizio promosse e realizzò numerose riforme. Condannò quasi immediatamente il conservatorismo della nobiltà ungherese, invitandola a rinunciare ai privilegi feudali. Si adoperò per lo sviluppo dei trasporti e delle città di Buda e Pest (all'epoca ancora separate). Fece costruire il primo ponte permanente tra le due città: il Ponte delle catene. I suoi rapporti con Kossuth non furono certo idilliaci, ma collaborò con lui quando lo ritenne necessario ed accettò il Ministero delle Comunicazioni nel Governo del 1848.

## Strutture

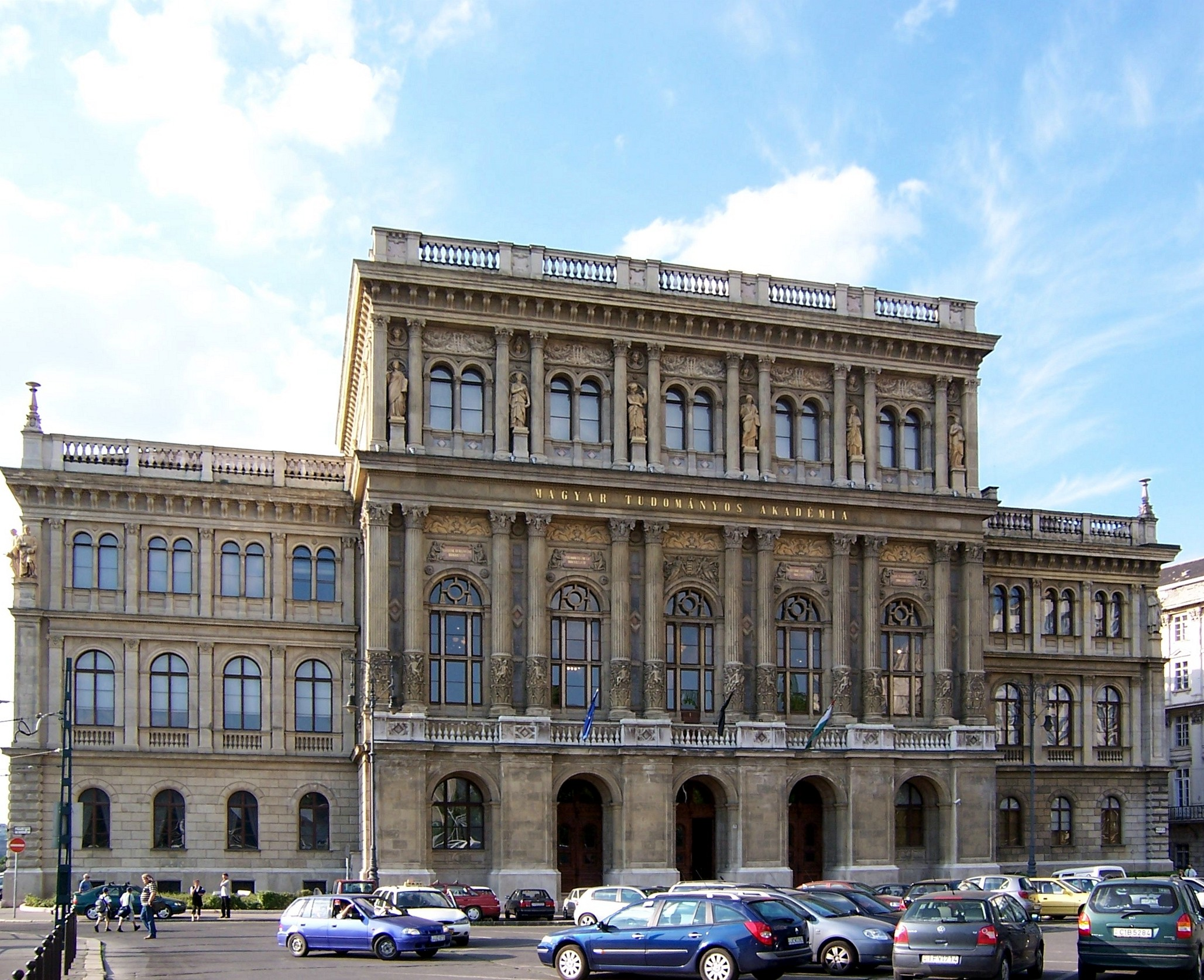
L'Accademia ungherese delle scienze
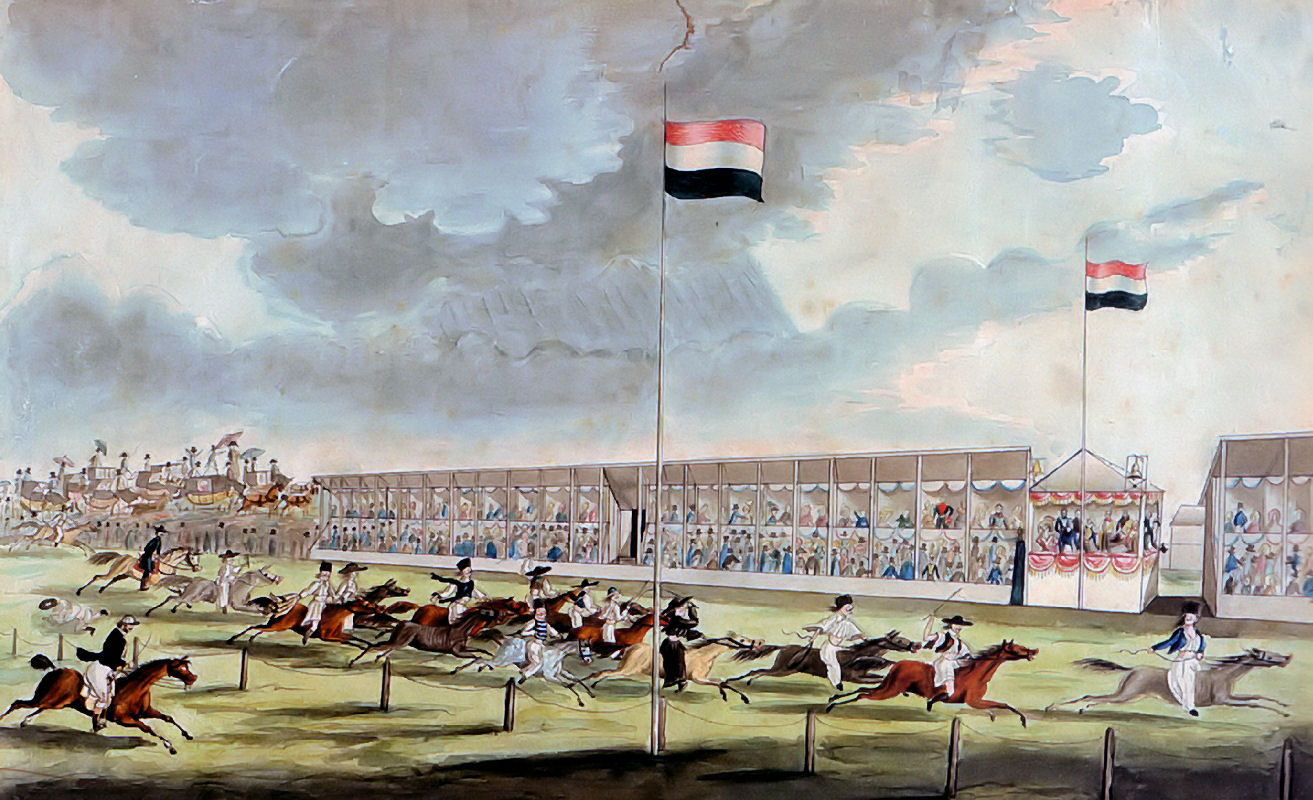
Litografia del primo ippodromo di Pest, 1827
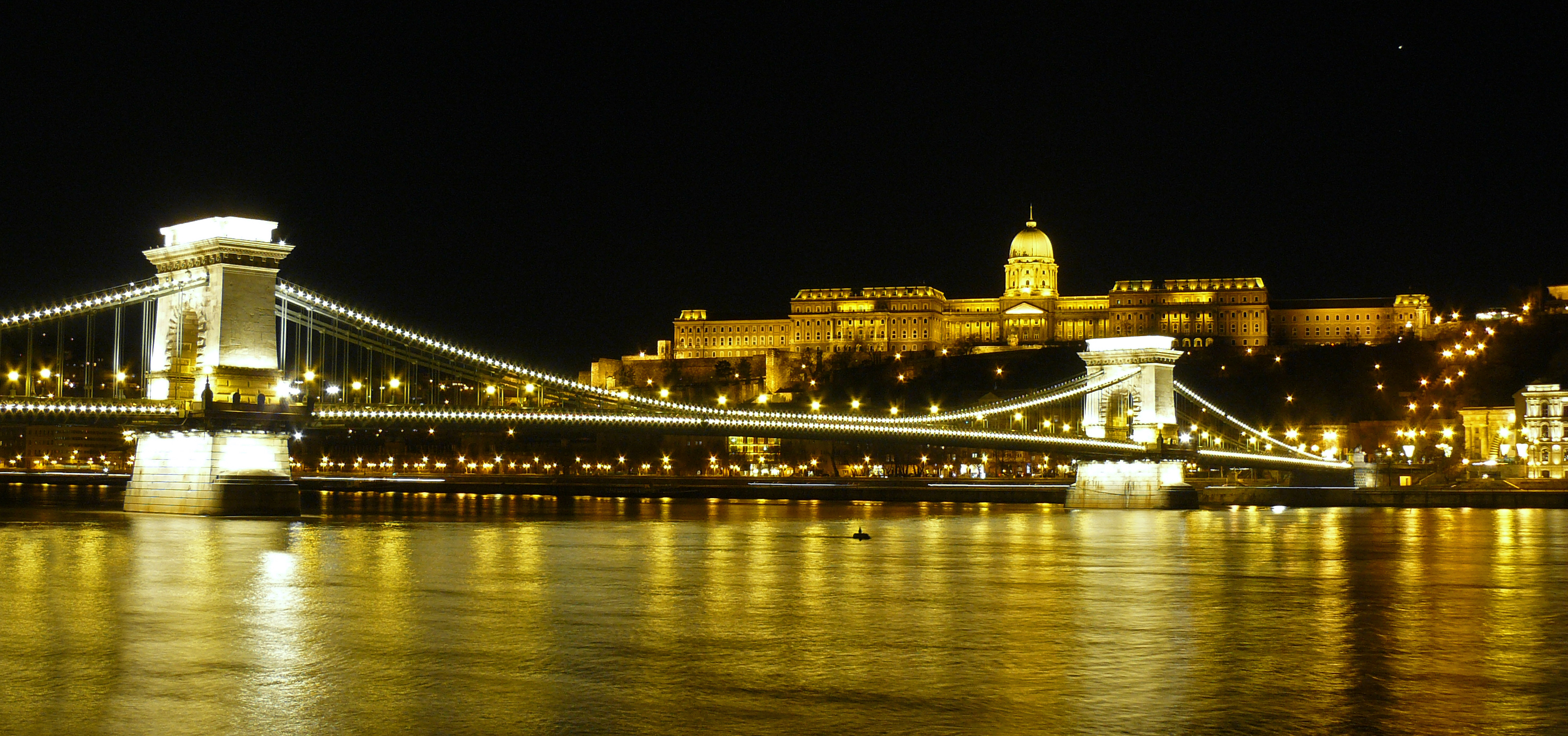
Ponte delle catene
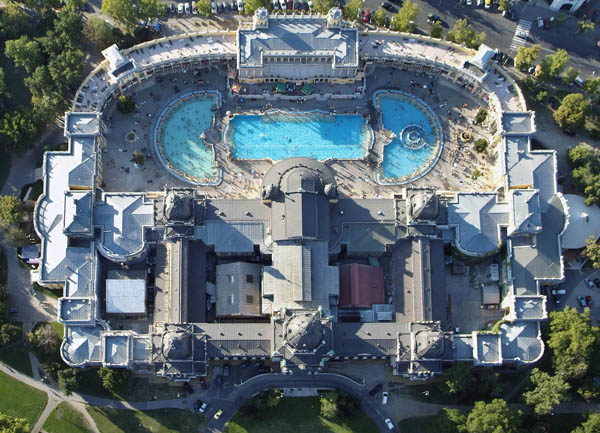
Terme Széchenyi

## Opere
- Hitel (Il Credito)
- Ammonimenti
- Conoscenza di me stesso
- La grande satira ungherese
- Ein Blick auf dem amonymen Rǖckblick